# Pseudoleskeopsis occidentalis
Pseudoleskeopsis occidentalis là một loài Rêu trong họ Leskeaceae. Loài này được (Kindb.) Grout mô tả khoa học đầu tiên năm 1929.